# باتريك فالي
باتريك فالي (بالفرنسية: Patrick Vallée)‏ هو لاعب كرة قدم ومدرب كرة قدم فرنسي، ولد في 25 مايو 1962 في فرنسا. لعب مع تانجونغ باغار يونايتد.